# Real Hospicio de San Fernando
O Real Hospicio del Ave María y San Fernando é uma construção do século XVIII, obra do arquiteto Pedro de Ribera, que se destaca por sua fachada barroca. É considerada obra-prima do arquiteto e jóia do barroco madrilenho. Está localizado no centro de Madrid.
Sua construção aconteceu durante o reinado de Filipe V, entre 1721 e 1726. Em 1919, foi declarado monumento histórico e artístico, cessando suas funções como asilo em 1922. A partir do século XX, começou a ser utilizado para exposições, o que originou sua transformação em Museu Municipal de Madrid.

## História

### Origens
As origens do Hospício situam-se no trabalho do Sacerdote Simón de Rojas, canonizado em 1988. Nascido em 1552 em Valladolid, trabalhou por muitos anos no âmbito dos conventos, em Salamanca primeiro e em Toledo depois, e passou os últimos 20 anos de sua vida em Madri, nas instâncias rei Felipe III, que solicitou que fora transferido para a Corte.
Nesta cidade desenvolveu um grande trabalho em favor dos pobres, lhes proporcionando ajuda, pela qual criou a Congregação dos Escravo do Santíssimo Nome de Maria, em 14 de abril de 1612. Ele começou a recolher mendigos e acolhe-los na casa de propriedade do presbítero Pedro Fernandez Navarrete, originando o que posteriormente se tornaria o Hospício Geral dos pobre de Ave Maria.

### Fundação
Após sua morte em 1624, a congregação continuou seu trabalho, fundando o Hospício em 25 de março de 1688 em um pequeno local na rua de Santa Isabel, que foi cedido para este propósito por Don Juan Carvajal e Vargas, Senhor do Porto e Cavalheiro de Calatrava (Conde del Puerto).
Devido às más condições do lugar, em 1674 se decidiu por transferir para a rua Alta de Fuencarral, algumas casas de propriedade de Carlos Goveo, onde entraram em primeiro de maio. Parece que esta refundação do Hospício foi proporcionada pela rainha Mariana da Áustria, segunda esposa de Felipe IV, e financiada pelo chanceler de Castela Benito de Trelles, Marquês de Torralba.
No ano de 1721, durante o reinado de Felipe V, decidiu-se por demolir essas casas, para iniciar a construção do prédio definitivo, sobre desenho de Pedro de Ribera. Das construções anteriores resta apenas a capela, cuja preservação é devida a José Arroyo, onde está exposta a lona de Luca Giordano, São Fernando ante la Virgem, pintada para a mesma. As obras terminaram no ano de 1726.

### Monumento Histórico Artístico
No ano de 1919 foi declarado Monumento Histórico Artístico, encerrando suas funções de hospício em 1922. O prédio parecia destinado a sua extinção, porém com a intervenção da Real Academia de Belas-Artes de São Fernando e a iniciativa da Sociedade Espanhola de Amigos da Arte,  conseguiu que em 1926 se organizasse a "Exposição da Madrid Antiga". A prefeitura havia adquirido o edifício e ordenou a restauração pelo arquiteto Luis Bellido, com o objetivo de abrir a mostra. Após ela, o consistório decidiu, em 1929, criar o Museu Municipal.
Em julho de 2002 começaram as obras para reabilitação total do prédio, dirigidas pelo arquiteto Juan Pablo Rodríguez frade, harmonizando o respeito pelos elementos originais com a adequação aos critérios museográficos mais modernos, com o objetivo de melhorar atenção ao visitante. A reabertura, mais de uma década depois, ocorreu em 10 de dezembro de 2014, com umidade na fachada e trabalhos inacabados, com a readequação da capela e o arranjo da fachada que dá para a Rua Beneficiência.

## Descrição

### Fachada do Hospício
A fachada, arranjada como retábulo, se divide em dois corpos cujo movimento é destacado de todas as suas formas arquitetônicas. Stipes, óculos e rocallas gertam o ritmo ondulante e ascensional  que conduz o olhar ao nicho onde está a escultura de São Fernando. Esta fachada parece com uma escultura que busca o efeito cenográfico e se integra com o ambiente urbano.